# Taça Brasil de Futsal de 1984
A Taça Brasil de Futsal de 1984 foi a décima primeira edição da copa brasileira da modalidade.

## Participantes[1][2]
| Equipe             | Cidade         | Estado | Títulos (último)           |
| ------------------ | -------------- | ------ | -------------------------- |
| Álvares Cabral     | Vitória        | ES     | 0 (não possui)             |
| América            | Natal          | RN     | 0 (não possui)             |
| Bradesco Atlântica | Rio de Janeiro | RJ     | 0 (não possui)             |
| Caixa Econômica    | Porto Alegre   | RS     | 0 (não possui)             |
| CIBEB              | Salvador       | BA     | 0 (não possui)             |
| Gercan             | São Paulo      | SP     | 0 (não possui)             |
| Huracan            | Sete Lagoas    | MG     | 0 (não possui)             |
| Santos             | Manaus         | AM     | 0 (não possui)             |
| Sumov              | Fortaleza      | CE     | 4 (1972, 1978, 1980, 1982) |
| Vasco da Gama      | Rio de Janeiro | RJ     | 1 (1983)                   |

## Classificação final
|   | Time                    |
| - | ----------------------- |
| 1 | Atlântica Boa Vista     |
| 2 | Caixa Econômica Federal |
| 3 | Gercan                  |
| 4 | Vasco da Gama           |